# 我如古

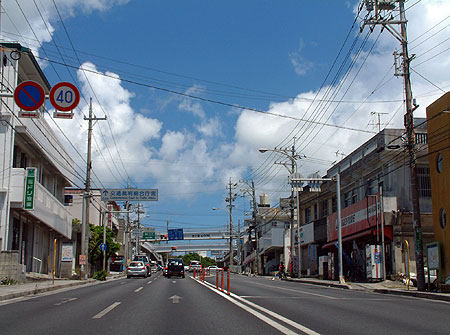
我如古交差点

我如古（がねこ）は、沖縄県宜野湾市の地名。我如古1丁目 - 4丁目、字我如古が存在する。郵便番号は901-2214。

## 地理
宜野湾市南部に位置する。我如古1丁目 - 4丁目は我如古交差点を取り囲む形で存在する。
- 志真志・宜野湾・佐真下・真栄原、浦添市西原、西原町千原・森川と隣接する。

### 我如古1丁目
我如古交差点の北側。閑静な住宅街。
- 我如古公民館
- 我如古ヒージャーガー（市指定有形民俗文化財）
- コザ信用金庫宜野湾支店
- サンエーV21食品館佐真下店
- 念法寺（念法眞教）

### 我如古2丁目
我如古交差点の東側。東部では志真志3丁目と共に「琉大北口」の街を形成する。
- 沖縄県立中部商業高等学校
- 交通裁判総合庁舎（通称：交通裁判所）
  - 沖縄区検察庁（分室）
  - 沖縄簡易裁判所（分室）
  - 沖縄県警察本部交通部交通指導課警察官派遣所
- 我如古郵便局
- 県営志真志団地
- ぎのわんシティFM

### 我如古3丁目
我如古交差点の南側。3丁目南部は宜野湾市最南端。
- 宜野湾市民図書館
- 国立病院機構沖縄病院
- 宜野湾消防署我如古出張所

### 我如古4丁目
我如古交差点の西側。
- JAおきなわ葬祭センター・JAおきなわ我如古支店
- がねこ公園
- ギノワンボウル（ボウリング場）

### 字我如古
真栄原交差点付近。我如古1丁目の西側にあたる。
- 宜野湾市立嘉数中学校

## 歴史
我如古の元々の読みは「がにく」である。

## 交通

### 道路
- 国道330号
- 沖縄県道34号宜野湾西原線
- 沖縄県道241号宜野湾南風原線